# Šaškovac
Shashkoc en albanais et Šaškovac en serbe latin (en serbe cyrillique : Шашковац) est une localité du Kosovo située dans la commune/municipalité de Pristina, district de Pristina (Kosovo) ou district de Kosovo (Serbie). Selon le recensement kosovar de 2011, elle compte 298 habitants, tous albanais.

## Histoire
Sur le territoire du village se trouvent deux ensembles mentionnés par l'Académie serbe des sciences et des arts : les ruines de la forteresse de Veletin, qui remontent à l'Antiquité tardive, et les ruines de l'église « Ćelije de Šaškovac », construite au XIVe siècle. Ces deux sites sont inscrits sur la liste des monuments culturels du Kosovo.

## Démographie

### Évolution historique de la population dans la localité
| 1948 | 1953 | 1961 | 1971 | 1981 | 1991 | 2011 |
| ---- | ---- | ---- | ---- | ---- | ---- | ---- |
| 148  | 186  | 223  | 323  | 319  | 317  | 298  |

|  |